# Salernes
 Salernes  (en occitano Salèrna) es una población y comuna francesa, que se encuentra en la región de Provenza-Alpes-Costa Azul, departamento de Var, en el distrito de Draguignan y cantón de Salernes.

## Demografía
| 2233 | 2362 | 2469 | 2882 | 3012 | 3269 |
| Para los censos de 1962 a 1999 la población legal corresponde a la población sin duplicidades (Fuente: INSEE [Consultar]) |      |      |      |      |      |